# Periploca visciformis
Periploca visciformis är en oleanderväxtart som beskrevs av Karl Moritz Schumann. Periploca visciformis ingår i släktet Periploca och familjen oleanderväxter. Inga underarter finns listade i Catalogue of Life.